# سرود آلمانی‌ها
سرود ملی آلمان، پاراگراف سوم سروده‌ای به نام سرود آلمانی‌ها (به آلمانی: Das Lied der Deutschen) «داس لید دِر دویچِن» است که در ۲۶ اوت ۱۸۴۱ توسط آوگوست هاینریش هوفمان فن فالرسلبن سروده شده‌است. ملودی این ترانه متعلق به قطعه «ترانهٔ قیصر» است که در سال ۱۷۹۷ توسط فرانتس یوزف هایدن، آهنگساز و موسیقی‌دان بزرگ اتریشی (۱۷۳۲–۱۸۰۹)، در ستایش قیصر آلمان و روم، فرانتس دوم ساخته شده‌بود. در سال ۱۹۲۲ و پس از تشکیل جمهوری وایمار در مرزهای آلمان فعلی، این سرود توسط فریدریش ابرت، اولین رئیس‌جمهور به‌عنوان سرود ملی انتخاب شد. 
در زمان آلمان نازی (۱۹۳۳–۱۹۴۵) تنها پاراگراف اول این شعر به‌عنوان سرود ملی خوانده می‌شد و پس از آن اجرای سرود حزب ناسیونال سوسیالیست (نازی) آلمان در همهٔ مراسم اجباری بود. پس از سقوط دولت هیتلر در سال ۱۹۴۵، آلمان فاقد سرود ملی بود. در حالی که آلمان غربی سرود آلمانی را به عنوان سرود ملی برگزید، آلمان شرقی یک سرود کمونیستی را رسمیت بخشیده بود. پس از اتحاد مجدد آلمان ، علی‌رغم قوانینی که نمادهای مرتبط با دوران نازی‌ها را محدود می‌کرد، رئیس‌جمهور آلمان اجازه داد تا سرود ملی این کشور، تنها پاراگراف سوم این شعر، با حفظ ملودی قدیمیِ آن باشد.
متن کامل این سرود به این شکل است:

Das Lied der Deutschen 
| به زبان آلمانی | ترجمهٔ تقریبی |
| پاراگراف اول | پاراگراف اول |
| --- | --- |

سرود ملی آلمان

| Deutschland, Deutschland über alles، über alles in der Welt، wenn es stets zu Schutz und Trutze brüderlich zusammenhält. Von der Maas bis an die Memel، von der Etsch bis an den Belt، Deutschland, Deutschland über alles، über alles in der Welt | آلمان، آلمان بالاتر از همه چیز بالاتر از همه چیز در دنیا، که همیشه، هنگام دفاع و حفاظت، برادرانه یکپارچه می‌ایستد. از [رودخانهٔ] ماس تا [رودخانهٔ] میمیل، از [رودخانهٔ] اِچ تا [رودخانهٔ] بِلت، آلمان، آلمان بالاتر از همه چیز بالاتر از همه چیز در دنیا! |
| پاراگراف دوم | |
| Deutsche Frauen, deutsche Treue، deutscher Wein und deutscher Sang sollen in der Welt behalten ihren alten schönen Klang، uns zu edler Tat begeistern unser ganzes Leben lang. Deutsche Frauen, deutsche Treue، deutscher Wein und deutscher Sang  | زنان آلمانی، وفاداری آلمانی، شراب آلمانی و آواز آلمانی، باید در دنیا طنین زیبا و قدیمی خود را حفظ کنند، و ما را به کارهای اصیل تشویق کنند در طول حیاتمان. زنان آلمانی، وفاداری آلمانی، شراب آلمانی و آواز آلمانی!                                  |
| پاراگراف سوم (سرود ملی کنونی آلمان) | |
| Einigkeit und Recht und Freiheit für das deutsche Vaterland! Danach lasst uns alle streben brüderlich mit Herz und Hand! Einigkeit und Recht und Freiheit sind des Glückes Unterpfand; blüh im Glanze dieses Glückes، blühe, deutsches Vaterland   | اتحاد، قانون و آزادی برای سرزمین پدری، آلمان! بیایید همه برای این هدف تلاش کنیم؛ برادرانه، با قلب‌ها و با دستانمان! اتحاد و قانون و آزادی دلیل خوشبختی ما هستند. در درخشش این اقبال، جوانه کن جوانه کن، سرزمین پدری، آلمان!                         |
| | |